# ایزوکونازول
ایزوکونازول (انگلیسی: Isoconazole) ایزوکونازول یک داروی ضد قارچ از خانواده آزول‌ها است که می‌تواند باکتری‌های گرم مثبت را مهار کند. این دارو برای عفونت‌های پا و واژن، ایزوکونازول اثری مشابه کلوتریمازول دارد. ایزوکونازول نیترات ممکن است در ترکیب با کورتیکواستروئید دی فلوکورتولون برای افزایش فراهمی زیستی آن استفاده شود.
این دارو در سال ۱۹۶۸ میلادی ثبت اختراع شد و در سال ۱۹۷۹ برای استفاده پزشکی تأیید شد.